# Багдасарян, Эдуард Оганесович
Эдуа́рд Оганесович Багдасаря́н (арм. Էդուարդ Բաղդասարյան; 14 ноября 1922, Эривань, Армянская ССР, ЗСФСР — 5 ноября 1987, Ереван, Армянская ССР, СССР) — армянский советский композитор, педагог, заслуженный деятель искусств Армянской ССР (1963).

## Биография
Среднее образование получил в Тбилиси, окончил в 1940 году. Одновременно учился в десятилетней музыкальной школе. В 1941 году поступил в Тбилисскую государственную консерваторию, а в 1946 году переехал в Ереван, где продолжил учебу в Ереванской государственной консерватории имени Комитаса, которую окончил в 1950 году.
В 1951—1953 гг. учился в Москве, в Доме армянской культуры. По возвращении в Ереван преподавал в консерватории. В Музыкальном училище имени Романоса Меликяна был руководителем класса творчества. Много выступал как виртуозный пианист, исполнитель собственной музыки.
Является автором многочисленных произведений — прелюдии и соната для кларнета и фортепиано, рапсодии для скрипки и оркестра, 24 прелюдии для фортепиано, Танцевальная сюита для двух фортепиано и т. д.
Автор музыки к ряду спектаклей и фильмов: «Тжвжик» (1961), «Треугольник» (1967) и др.